# Castillo de Bernardo
El castillo de Bernardo es una fortaleza situada en la Sierra de la Garrapata, en el término municipal de Zarza la Mayor, Cáceres, España.

## Historia y descripción
La construcción, situada en lo alto de un cerro, remonta sus orígenes a la Edad de Hierro. De esta época se conserva el castro de Las Moreras. El emplazamiento siguió utilizándose, pero fue bajo dominio árabe cuando alcanzó mayor protagonismo. 
Los bereberes fundaron sobre los antiguos cimientos una fortaleza que se convirtió en posición clave durante entre el siglo XII y comienzos del XIII para defender la línea que marcaba la división entre los territorios cristianos y musulmanes.
La fortaleza resultó atacada en numerosas ocasiones. En 1166 perteneció a la Orden del Temple. Junto al castillo se creó un poblado, de nombre Peñas Rubias. Tras volver a dominio musulmán, fue definitivamente conquistado en 1212 y a partir de entonces la fortaleza perdió importancia, siendo abandonada mediado el siglo XIII.
Actualmente el recinto  se encuentra en ruinas.
- Datos: Q5757159